# Stephen J. Wellum
Stephen J. Wellum (* 30. März 1964 in Burlington, Ontario, Kanada) ist ein kanadischer baptistischer, evangelikaler Theologe und Professor für Christliche Theologie am Southern Baptist Theological Seminary in Louisville, Kentucky.

## Leben
Wellum wurde 1964 in Burlington, in der Provinz Ontario geboren, wo er auch aufwuchs. Er absolvierte ein grundständiges Studium (Bachelor of Science) in Rochester, New York, am Roberts Wesleyan College. Anschließend studierte er weiter (Master of Divinity) am Trinity Evangelical Divinity School. Dort promovierte er in Folge. Bevor Wellum Professor am SBTS wurde, lehrte er in Kanada an Einrichtungen der Associated Canadian Theological Schools und seit 1996 am Northwest Baptist Theological College and Seminary.
Zusammen mit Peter John Gentry vertritt Wellum in Kingdom through covenant. A biblical-theological understanding of the covenants (2012) ein Konzept, das sie als Progressive Covenantalism bezeichnen. Dieses soll ein hermeneutisches System zwischen der Föderaltheologie und dem Dispensationalismus bieten.
Er ist Herausgeber der Zeitschrift The Southern Baptist Journal of Theology und Mitglied der Evangelical Theological Society sowie der Evangelical Philosophical Society.

## Familie
Wellum lebt in Louisville, Kentucky, er ist verheiratet und hat mit seiner Frau Karen fünf erwachsene Kinder.

## Veröffentlichungen (Auswahl)
Monografien
- mit Peter John Gentry: Kingdom through covenant. A biblical-theological understanding of the covenants. Crossway, Wheaton 2012.
  - gekürzte Ausgabe: God's Kingdom through God's covenants. A concise biblical theology. Crossway, Wheaton, Illinois 2015, ISBN 978-1-4335-4191-9
  - überarbeitete 2. Auflage: Kingdom through covenant. A biblical-theological understanding of the covenants. Crossway, Wheaton 2018, ISBN 978-1-4335-5307-3.
- God the Son incarnate. The doctrine of Christ. Crossway, Wheaton, Illinois 2016, ISBN 978-1-58134-647-3.
- Christ alone. The uniqueness of Jesus as savior : what the Reformers taught … and why it still matters. Zondervan, Grand Rapids, Michigan 2017, ISBN 978-0-310-51574-6.
- mit Trent Hunter: Christ from beginning to end. How the full story of scripture reveals the full glory of Christ. Zondervan, Grand Rapids 2018, ISBN 978-0-310-53654-3.
- The person of Christ. An introduction. Crossway, Wheaton, Illinois 2021, ISBN 978-1-4335-6943-2.
- Systematic theology, volume 1. From canon to concept. B and H Publishing 2024, ISBN 978-1-4336-7644-4.

Herausgeberschaften
- mit Gregg R. Allison (Hrsg.): Building on the foundations of evangelical theology. Essays in honor of John S. Feinberg. Crossway, Wheaton, Illinois 2015, ISBN 978-1-4335-3817-9.
- mit Brent E. Parker (Hrsg.): Progressive covenantalism. Charting a course between dispensational and covenant theologies. B & H Academic, Nashville, Tennessee 2016, ISBN 978-1-4336-8402-9.

Weiteres
- Francis A. Schaeffer (1912–1984). Lehren aus seinem Denken und Leben. In: Ron Kubsch (Hrsg.). Wahrheit und Liebe. Was wir von Francis Schaeffer für die Gegenwart lernen können. Verlag für Kultur und Wissenschaft, Bonn 2007, ISBN 978-3-938116-23-4, S. 17–64.
- Mitarbeit an: ESV Systematic Theology Study Bible. Theology Rooted in the Word of God. Crossway, Wheaton, IL 2017, ISBN 978-1-4335-5337-0.